# Мамедов, Мехти Асадулла оглы
Мехти Асадулла оглы Мамедов (азерб. Mehdi Əsədulla oğlu Məmmədov; 22 мая 1918, Шуша, Елизаветпольская губерния — 28 января 1985, Баку) — советский, азербайджанский актёр, театральный режиссёр, педагог, публицист. Народный артист СССР (1974)

## Биография
Мехти Мамедов родился 22 мая 1918 года в Шуше.
В 1936 году окончил актёрское отделение Бакинского театрального техникума (ныне — Азербайджанский государственный университет культуры и искусств). В 1941 году окончил режиссёрский факультет ГИТИСа (класс Н. М. Горчакова).
В 1941—1945 годах — режиссёр и художественный руководитель Кировабадского драматического театра им. Дж. Джаббарлы, в 1945—1956 — режиссёр, в 1960‒1963 — главный режиссёр Азербайджанского драматического театра им. М. Азизбекова, в 1956—1960 — главный режиссёр Азербайджанского театра оперы и балета им. М. Ахундова, в 1978—1982  — режиссёр Азербайджанского русского драматического театра им. С. Вургуна.
С 1946 года преподавал в Азербайджанском театральном институте им. М. А. Алиева (ныне — Азербайджанский государственный университет культуры и искусств) (с 1960 — профессор, заведующий кафедрой режиссуры), в 1963‒1970 — в Бакинском университете.
В 1971—1976 годах — председатель Театрального общества (ныне Союз театральных деятелей) Азербайджана.
Автор ряда работ по теории искусства и эстетике, переводов.
Скончался 28 января 1985 года в Баку. Похоронен на Аллее почётного захоронения.

### Семья
- Жена — Барат Шекинская (1914—1999), актриса. Народная артистка Азербайджанской ССР (1949)
  - Сын — Эльчин Мамедов (1946‒2001), актёр, художник
- Жена — Ия Владимировна Аксенова (1932—2003), солистка театра оперы и балета 
  - Сын — Чингиз Мехти оглы Мамедов (р. 1956), программист
- Жена — Шафига Мамедова (р. 1945), актриса театра и кино. Народная артистка Азербайджанской ССР (1982)
  - Сын — Ульви Мехти (р. 1973), актёр, кинооператор
- Сын — Вугар Мамедов (р. 1984), режиссёр.

## Награды и звания
- Заслуженный деятель искусств Азербайджанской ССР (1949)
- Народный артист Азербайджанской ССР (1958)
- Народный артист СССР (7 августа 1974)[2]
- Государственная премия Азербайджанской ССР (1984) — за постановку трагедии Г. Джавида «Дьявол» («Иблис»)
- Орден Октябрьской Революции (19 мая 1978) — за заслуги  в развитии советского театрального искусства и в связи с шестидесятилетием со дня рождения[4]
- Два ордена Трудового Красного Знамени (в т.ч. 1959)
- Медали
- Доктор искусствоведения (1968)

## Творчество

### Постановки

#### Кировабадский драматический театр
- 1941 — «Мадрид» М. Ибрагимова
- 1942 — «Мнимый больной» Мольера и М. А. Шарпантье
- 1942 — «Вагиф» С. Вургуна
- 1942 — «Невеста огня» Дж. Джаббарлы
- 1943 — «Собака на сене» Л. де Веги
- «Октай Эль-оглы» Дж. Джаббарлы
- «Весна» М. Тахмасиба
- «Ожидание» И. Эфендиева и М. Гусейна
- «Низами» М. Гусейна
- «Костя-партизан» К. В. Филипповой
- «Месть» З. Халила
- «Гатыр Мамед» З. Халила
- «Мешади Ибад» У. Гаджибекова
- «Свадьба» С. Рахмана.

#### Азербайджанский драматический театр им. М. Азизбекова
- 1946 — «Двенадцатая ночь» У. Шекспира
- 1947 — «Яшар» Дж. Джаббарлы
- 1948 — «Молодая гвардия» по А. А. Фадееву
- 1949 — «Добро пожаловать» С. Рахмана
- 1949 — «Учитель танцев» Л. де Веги
- 1950 — «Сворачивание очага» А. Ахвердиева
- 1951 — «Цветущие мечты» М. Тахмасиба
- 1952 — «Ревизор» Н. В. Гоголя
- 1952 — «Трактирщица» К. Гольдони
- 1954 — «Дочь прокурора» Ю. И. Яновского
- 1955 — «Из-под дождя да в ливень» Н. Везирова
- 1956 — «На дальних берегах» по Г.М. Сеидбейли и И. А. Касумову
- 1961 — «В поисках радости» В. С. Розова
- 1961 — «Пламя» М. Гусейна
- 1962 — «Деревенская девушка» М. Ибрагимова
- 1968 — «Живой труп» Л. Н. Толстого
- 1970 — «Хаям» Г. Джавида
- 1974 — «Человек» С. Вургуна
- 1975 — «Мещане» М. Горького
- 1978 — «Сборище сумасшедших» Д. Мамедкулизаде
- 1983 — «Иблис» Г. Джавида[5].

#### Азербайджанский театр оперы и балета им. М. Ахундова
- 1953 — «Щелкунчик» П. Чайковского
- 1957 — «Лакме» Л. Делиба
- 1957 — «Азад» Дж. Джахангирова
- 1958 — «Севиль» Ф. Амирова
- 1958 — «Лейли и Меджнун» У. Гаджибекова
- 1959 — «Щелкунчик» П. Чайковского
- 1959 — «Кер-оглы» У. Гаджибекова
- 1960 — «Тоска» Дж. Пуччини
- 1978 — «Лейли и Меджнун» У. Гаджибекова.

#### Азербайджанский русский драматический театр им. С. Вургуна
- «На дне» М. Горького
- «Мои Надежды» М. Ф. Шатрова.

### Роли в театре
- «Разбойники» Ф. Шиллера — Карл Моор
- «Алмас» Дж. Джаббарлы — Гаджи Ахмед
- «Дети солнца» М. Горького — Evstiqneyko
- «Без вины виноватые» А. Н. Островского — Незнамов
- «Yanğın» С. Рустамзаде и Г. Назарли — агроном
- «Kölgə» М. Гусейна — Бахтияр
- «Вагиф» С. Вургуна — Эльдар
- «Ханлар» С. Вургуна — Söhbət
- «Мадрид» М. Ибрагимова — Karton
- «Весна» М. Тахмасиба — Qaya
- «Низами» М. Гусейна — Əbdək
- «Живой труп» Л. Н. Толстого — Протасов
- «Хаям» Г. Джавида — Хаям
- «Мещане» М. Горького — Тетерев
- «Пламя» М. Гусейна — Камалов.

### Фильмография
- 1959 — «Можно ли его простить?» — Mayor Qaya Mürşüdov
- 1966 — «Мастера театра»
- 1982 — «Помним Джавида».

### Литературные работы
- «Эстетические проблемы азербайджанской драматургии»
- «Театральные мышления»
- «Театры. Актеры. Спектакли»
- «Гусейн Араблинский»
- «Его творческая звезда»
- «Московский Академический Театр»
- «Александр Туганов» (на русском языке)
- «Режиссёрское искусство»
- «Сабит Рахман».

### Переводы
- «Работа актёра над собой» К. С. Станиславского
- «Мещане», «Дачники» М. Горького
- «Разбойники» Ф. Шиллера
- «Мария Тюдор» В. Гюго[3].